# Braret
Braret is een dorp in het Rifgebergte in het noorden van Marokko. De stad is gelegen tussen de steden Kassita en Boured. Braret ligt in de stad Aknoul en maakt deel uit van de provincie Taza. Het wordt bewoond door de Igzenayen.